# Fysische transportverschijnselen

Warmteoverdracht door convectie in vloeistof boven een gasvlam.

Het vakgebied van de fysische transportverschijnselen houdt zich bezig met de verplaatsing (het transport) van de warmte, materie, impuls. Het vakgebied is van belang voor toepassingen in de techniek, bijvoorbeeld in de chemische technologie en de energietechniek, maar verklaart ook verschijnselen in vakgebieden als de astrofysica, biologie, meteorologie en de vloeistofdynamica.
Tot de belangrijkste wiskundige vergelijkingen van dit vakgebied behoren transportvergelijkingen, gegeven in de vorm van differentiaalvergelijkingen, die de flux (doorstroming) van een grootheid bij een gegeven gradiënt (verval) beschrijven, zoals:
- de wet van Fourier voor warmteoverdracht door geleiding
- de eerste wet van Fick voor de diffusie in gassen, vloeistoffen en vaste stoffen
- de viscositeitswet van Newton voor impulstransport door een Newtons fluïdum

De overeenkomst tussen deze wetten speelt een belangrijke rol in het vakgebied, waardoor resultaten voor een van de grootheden kunnen worden overgenomen voor een andere.
Onder voorwaarden blijven grootheden behouden, zodat balansvergelijkingen kunnen worden opgesteld. Een voorbeeld daarvan zijn de Navier-Stokes-vergelijkingen voor viskeuze vloeistoffen.
Warmte- en stoftransport door convectie en warmtetransport door straling vallen ook onder het vakgebied.
Het vakgebied van de fysische transportverschijnselen maakt gebruik van de kennis uit de aerodynamica, vloeistofmechanica en de thermodynamica.